# Tchang Tchong-Jen
Tchang Tchong-Jen är en tecknad seriefigur i serierna om Tintin och en vän till Tintin. Tchang är en ung föräldralös kinesisk pojke som Tintin träffar på för första gången i albumet Blå Lotus då han räddar Tchang som håller på att drunkna efter en järnvägsolycka utanför Hukou. Han hjälper sedan Tintin att besegra Roberto Rastapopoulos, Mitsuhirato och deras opiumkartell. Tchang får sedan stanna hos Herr Wang och hans familj. Detta blir grunden till en djup vänskap och Tchang förekommer i flera album efter Blå Lotus.
Tchang är den enda karaktär som Tintin någonsin gråter för. 
Tchang Tchong-Jen återkommer i Tintin i Tibet där han befinner sig i ett flygplan som havererar i Tibet. Tintin och kapten Haddock ger sig ut för att hitta Tchang som hålls i säkerhet för civillisationen av en snöman i en grotta.

## Verklighetens Tchang
Tchang är baserad på Tintins skapare Hergés vän, den kinesiske konstnären Zhang Chongren (张充仁, även transkriberat Tchang Tchong-Jen, Chang Ch'ung-jen, 1907-1998). Zhang var släkt med den berömde kinesiske lärde Ma Xiangbo på mödernet, som bland annat lärt honom kalligrafi. Hergé blev introducerad för Zhang Chongren av fader Gosset under 1930-talet inför skrivande av blå Lotus. Gosset var kaplan för de kinesiska studenterna vid universitetet i Leuven och hans tanke med att sammanföra Hergé med Zhang var att Hergé senare skulle skildra kineser och Kina på ett så sansat och korrekt sätt som möjligt. Zhang var skulpturstudent vid Académie des Beaux-Arts i Bryssel och de båda unga konstnärerna blev snabbt goda vänner. Zhang lärde Hergé om Kinas historia, kultur och konstnärliga tradition.
Seriealbumet Tintin i Tibet som kom ut 1960 har många senare läst som en berättelse om Hergés liv i kris. I boken letar Tintin efter sin gamle vän Tchang och i intervjuer har Hergé talat om sin sorg över förlusten av sin forne vän från 1930-talet. Zhang hade efter sina studier rest tillbaka till Kina och efter kulturrevolutionen hade de mist kontakten och Hergé oroade sig över att Tchang blivit dödad.
Mot slutet av sina liv fick de båda männen åter kontakt med varandra. Zhang hade arbetat som gatsopare under kulturrevolutionen men senare under 1970-talet blivit rektor för konstakademien i Shanghai. År 1981 återvände han till Europa för att återigen träffa Hergé. Zhang bosatte sig i Paris och dog 1998.